# Hylaeus nippon
Hylaeus nippon is een vliesvleugelig insect uit de familie Colletidae. De wetenschappelijke naam van de soort is voor het eerst geldig gepubliceerd in 1977 door Hirashima.